# 雷地区绍姆
雷地区绍姆（法語：Chaumes-en-Retz，法語發音：[ʃom ɑ̃ ʁɛ] ⓘ）是法国大西洋卢瓦尔省的一个市镇，位于该省西部，属于圣纳泽尔区。

## 历史
雷地区绍姆成立于2016年1月1日，由雷地区阿尔通和谢梅雷两个市镇合并而成，其中前者为政府驻地。

## 地理
雷地区绍姆（47°7'39"N, 1°55'31"W）面积76.55 平方千米，位于法国卢瓦尔河地区大区大西洋卢瓦尔省，该省份为法国西北部沿海省份，位于布列塔尼半岛东南部，北起伊勒-维莱讷省，西北接莫尔比昂省，西临大西洋，南至旺代省，东临曼恩-卢瓦尔省。
与雷地区绍姆接壤的市镇（或旧市镇、城区）包括：绍韦、弗罗赛、波尔尼克、圣伊莱尔德沙莱翁、圣维欧、维镇、鲁昂斯。
雷地区绍姆的时区为UTC+01:00、UTC+02:00（夏令时）。

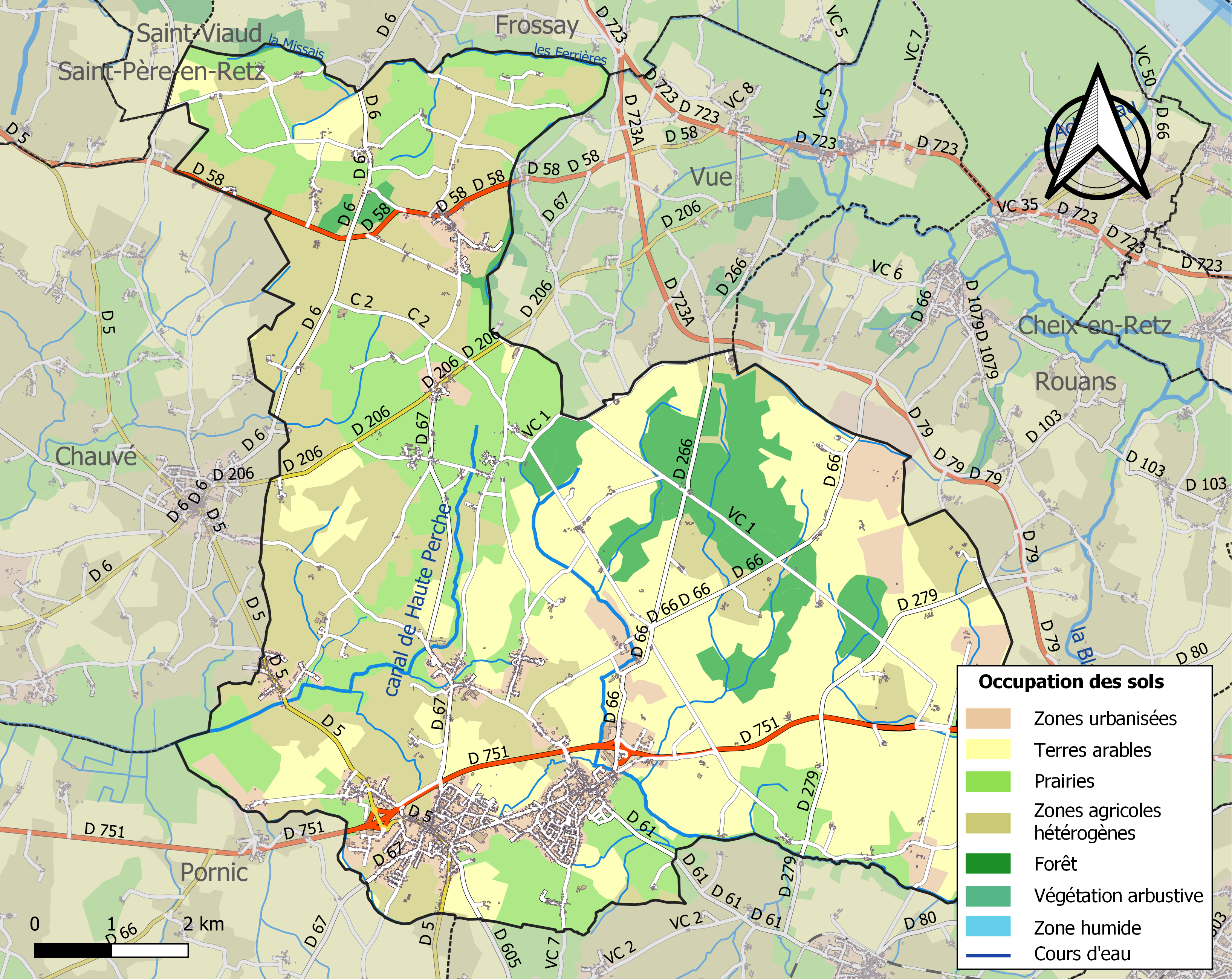
雷地区绍姆的OSM定位图

## 行政
雷地区绍姆的邮政编码为44320、44680，INSEE市镇编码为44005。

## 政治
雷地区绍姆所属的省级选区为马什库勒-圣梅姆县、波尔尼克县。

## 人口
雷地区绍姆于2022年1月1日时的人口数量为7288人。